# Patriots' Day
Il Patriots' Day (nel Maine Patriot's Day) è una festività celebrata il 3º lunedì di aprile di ogni anno negli Stati federati del Massachusetts, del Maine e del Wisconsin (in quest'ultimo è solamente un giorno di festa per le scuole), che intende commemorare l'anniversario della battaglia di Lexington che si tenne il 19 aprile 1775 e che segnò l'inizio della guerra d'indipendenza americana.
Il Patriots' Day è famoso anche per le manifestazioni sportive che si tengono in questa data a Boston, è infatti il giorno in cui tradizionalmente si corre la maratona di Boston e, dal 1959, i Boston Red Sox giocano nello stadio di casa del Fenway Park una gara di campionato MLB.